# Szepessi Miksa
Szepessi Miksa (Tiszadada, 1886. november 19. – 1944) magyar újságíró, műfordító, ügyvéd, lapszerkesztő.

## Élete
Apja, Szepessi Ármin a tiszadadai zsidó elemi iskola tanítója és a hitközség vezetője, anyja Hartstein Katalin volt. 1906-ban Kassára került újságírónak, ahol előbb a Kassai Újság felelős szerkesztője, majd 1918-tól a Kassai Napló főszerkesztője volt. Ez utóbbi az ő irányítása alatt vált 1919 után a formálódó csehszlovákiai magyar művelődés meghatározó tényezőjévé.
Cseh íróktól fordított magyarra, többek között Masaryk csehszlovák köztársasági elnök művét, illetve František Langer Külváros című színdarabját.